# Amietophrynus vittatus
Amietophrynus vittatus är en groddjursart som först beskrevs av George Albert Boulenger 1906.  Amietophrynus vittatus ingår i släktet Amietophrynus och familjen paddor. IUCN kategoriserar arten globalt som otillräckligt studerad. Inga underarter finns listade i Catalogue of Life.